# 儲秀
儲秀（1463年—？），字子竟，直隸常州府宜興縣人，民籍，明朝政治人物。

## 生平
應天鄉試第一百名舉人，弘治九年（1496年）中式丙辰科會試第一百六十四名，三甲第一百八十名進士。

## 家族
曾祖儲宗幹；祖父儲思祉，貢士 贈中書舍人；父儲材，刑部員外郎。母諸葛氏（封孺人）。慈侍下。